# QAR
QAR (tạm dịch: Máy ghi truy cập nhanh) Bộ lưu chuyến bay được đặt trên máy bay nhằm mục đích phục vụ điều tra khi tai nạn diễn ra, vì lý do này, nó phải còn sử dụng được sau khi tai nạn diễn ra. Flight Recorder được thiết kế và chế tạo chuyên biệt để có thể chịu đựng va đập mạnh trong điều kiện nhiệt độ lên đến trên 1,000{\displaystyle \circ }C. Có hai loại bộ lưu chuyến bay là FDR (Máy ghi dữ liệu chuyến bay) và CVR (Máy ghi âm buồng lái).
Từ những năm 1970, hầu hết máy bay thương mại đã trang bị thêm QAR  để lưu dữ liệu vào đĩa từ/quang có thể di chuyển và truy xuất dễ dàng từ các máy tính thông dụng. Điều này khác với việc truy xuất vào FDR/CVR vốn khó khăn và cần thiết bị chuyên dụng. Ở các hãng hàng không, QAR ghi các "sự kiện" khác biệt với thông số vận hành bình thường. Điều này sẽ cho phép các sự cố vận hành có thể được phát hiện và ngăn chặn trước khi tai nạn diễn ra.